# Those Nights
Those Nights is een single van de Britse band Bastille, van hun vierde album Doom Days. Het nummer verscheen in juni 2019 als single. Het nummer werd enkel in Nieuw-Zeeland een hit.

## Muziekvideo
Op 4 juni werd er een muziekvideo op YouTube geplaatst voor dit nummer. Dit duurt 4 minuten en 39 seconden. De hoofdrolspeler is Dan Smith. Hij zit in een oude zetel, en rondom deze zetel liggen er een heleboel mensen. De camera draait rond Smith terwijl deze het nummer zingt.